# Irina Fjodorowna Sebrowa

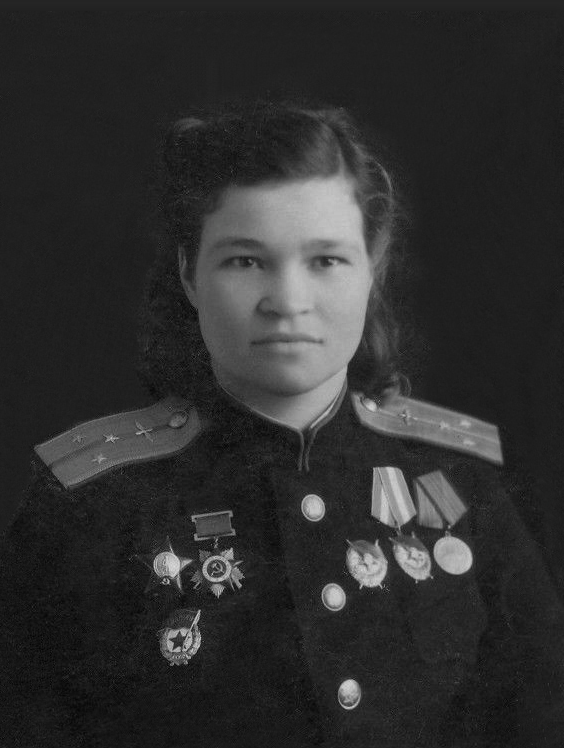
Irina Sebrowa, 1945 als Oberleutnant

Irina Fjodorowna Sebrowa (russisch Ирина Фёдоровна Себрова; 12. Dezemberjul. / 25. Dezember 1914greg. – 5. April 2000) war eine sowjetische Bomberpilotin im 588. Nachtbombenfliegerregiment (Nachthexen) im Deutsch-Sowjetischen Krieg. Bis zum Kriegsende flog sie über 1000 Einsätze, vermutlich mehr als jede andere Pilotin weltweit.

## Leben

### Kindheit und Jugend
Irina Sebrowa wurde am 12. Dezemberjul. / 25. Dezember 1914greg. in armen Verhältnissen im Dorf Tetjakowka (20 km östlich von Nowomoskowsk) im Gouvernement Tula geboren. Nach fünf Jahren Schule übersiedelte sie 1927 nach Moskau und schloss dort 1933 die Berufsschule als Schlosserin ab. Von 1933 bis 1939 arbeitete sie als Mechanikerin für die Reparatur von Nähmaschinen und später als Schichtleiterin einer Moskauer Kartonagenfabrik.
Als in der Kartonagenfabrik auf eigene Kosten ein Flugzeug angeschafft wurde, schickte der örtliche Fliegerklub Ausbildungsgutscheine für Komsomol-Mitglieder. Irina war eine von drei Teilnehmerinnen, die zur Flugausbildung geschickt wurden.
1939 absolvierte sie ihre Flugausbildung zuerst in Moskau und 1940 in Cherson bei der OSSOAWIACHIM. Von 1940 bis 1941 arbeitete sie als Fluglehrerin im Chodynkafeld.

### Zweiter Weltkrieg

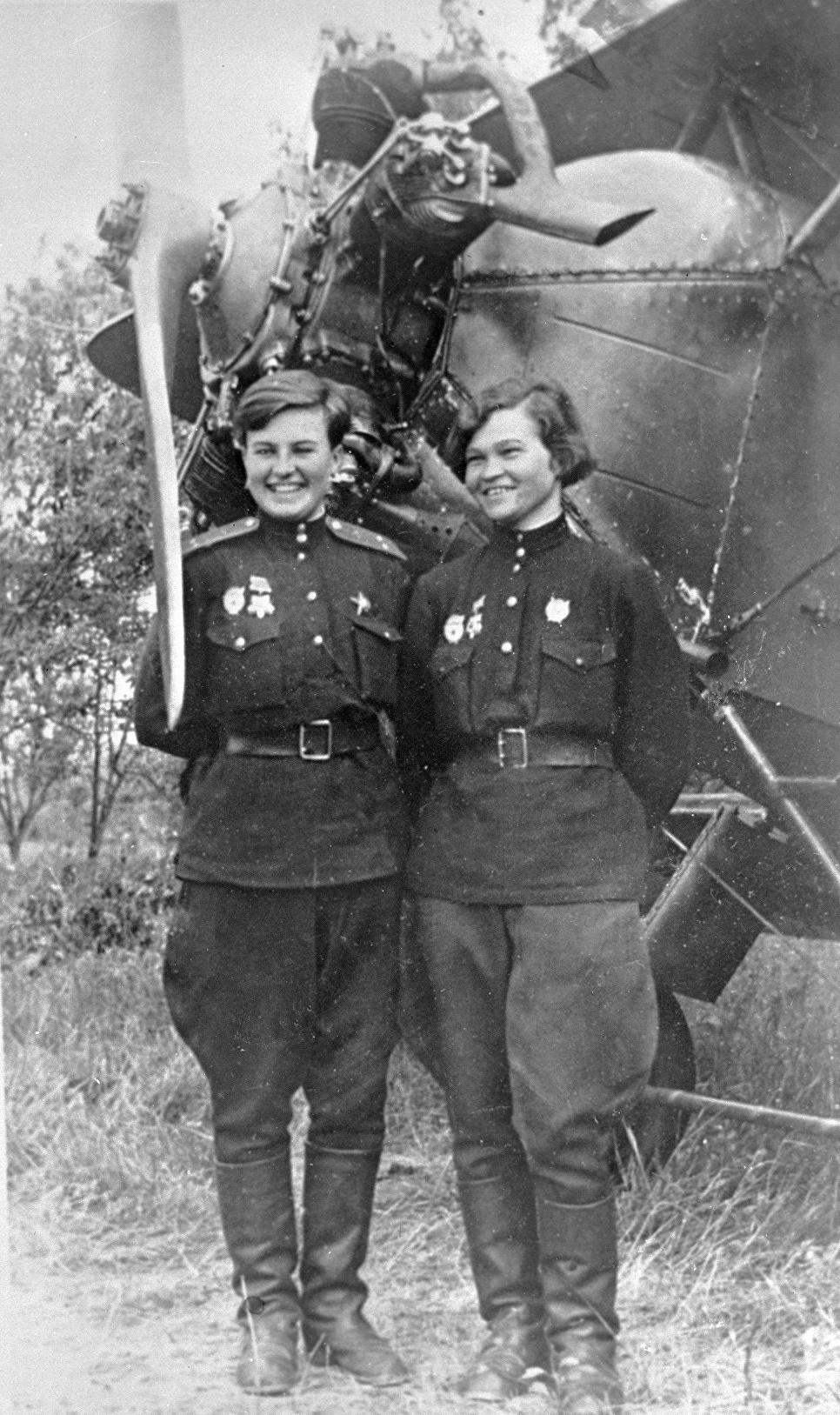
Irina Sebrowa (rechts) mit Natalja Meklin, 1943

Sebrowa trat im Oktober 1941 in Moskau in den Militärdienst ein. Ihre siebenmonatige Ausbildung als Bomberpilotin fand im Hinterland an der Wolga statt. Schon während der Ausbildung wurde sie im Februar 1942 dem 588. Nachtbombenfliegerregiment zugeteilt. Während der Ausbildung erlebte sie zwei schwere Unfälle mit, bei denen vier ihrer Kameradinnen ums Leben kamen. Sebrowa und ihre Navigatorin Rufina Gaschewa blieben unverletzt, als sie während eines Trainingsfluges in der Nacht des 9. März 1942 in der Nähe ihres Flugfeldes bei schlechten Wetterbedingungen abstürzten. Irina gelang es, die schwierige Zeit danach mental zu überstehen und Selbstvertrauen zu behalten, um letztlich ihre Ausbildung abzuschließen.
Ab Mai 1942 flog sie ihre ersten Front-Einsätze mit einer Polikarpow Po-2, die von den Deutschen wegen der eigentümlichen Motorengeräusche als Nähmaschine bezeichnet wurde. Das Flugzeug hatte die Heck-Nummer 13. Die ihr angebotene Änderung schlug Sebrowa aus und sagte, dass das Flugzeug sie nicht im Stich lassen werde.
Ab dem Sommer 1942 wurde sie mit der zurückfallenden Front in die Donbass-Region und später in den Kaukasus versetzt. Im Sunscha-Tal und am Terek, umgeben von Gebirgsketten, war sie etwa ein halbes Jahr stationiert. Die Flüge dort gestalteten sich infolge der dichten deutschen Flugabwehrstellungen sowie der sich schnell ändernden Wetterbedingungen mit dichtem Nebel äußerst schwierig. Im Nordkaukasus absolvierte Irina Sebrowa über 250 Kampfeinsätze, dabei bombardierte sie Brücken, Eisenbahnzüge und feindliche Fahrzeuge sowie ein Treibstofflager bei Malgobek. Ende 1942 erhielt sie ihre erste Auszeichnung – den Rotbannerorden.
Am Ende der Einsatzfähigkeit ihres Flugmotors wurde ihr Flugzeug gemeinsam mit Sebrowa, ihrer Navigatorin und ihrer Mechanikerin in die Feld-Luftfahrt-Werkstätten (russ. „polewyje awiazionnyje masterskije“ (PAM)) in Xaçmaz überstellt. Dort lernte sie ihren späteren Ehemann kennen.
Nach der Niederlage in der Schlacht von Stalingrad im Februar 1943 begannen sich die deutschen Truppen aus dem Kaukasus zurückzuziehen. Sebrowa unterstützte den Vorstoß der sowjetischen Truppen, um die Deutschen am Kuban-Brückenkopf zurückzudrängen. Im Juli 1943 wurde Sebrowa Mitglied der KPdSU. Nach dem Durchbruch des Kuban-Brückenkopfs wurde das Regiment in einem kleinen Fischerdorf in der Nähe von Temrjuk stationiert und flog von dort aus von Oktober 1943 bis April 1944 Einsätze auf die Krim.
Im Februar 1945 wurde Oberleutnant Irina Fjodorowna Sebrowa für „die vorbildliche Erfüllung der Kampfeinsätze, den Mut, die Tapferkeit und die Heldentaten im Kampf gegen die deutschen faschistischen Eindringlinge“ durch Erlass des Präsidiums des Obersten Sowjets der UdSSR mit dem Leninorden sowie als Held der Sowjetunion (mit der Medaille Goldener Stern, Nr. 4856) ausgezeichnet. Zum Zeitpunkt der Antragstellung gegen Ende 1944 hatte sie 792 Einsätze absolviert.
Am 26. Februar 1945 und 14. März 1945 wurde die Anzahl ihrer Einsätze in einem Kurzporträt sowie auf der Titelseite der Komsomolskaja Prawda mit 825 angegeben. Bei der Verleihung ihres dritten Rotbannerordens im Juni 1945 waren 1000 Einsätze im Antrag genannt. Die Gesamtzahl ihrer Einsätze wird je nach Quelle mit 1004 bis 1008 Einsätzen angegeben.

### Nach dem Krieg
Nach 1945 war Sebrowa noch bis zur Auflösung ihrer Einheit im aktiven Dienst und wurde danach in den Reservedienst versetzt. Sie heiratete den Techniker Alexander Pawlowitsch Chomenko (26. Januarjul. / 8. Februar 1914greg. – 11. Mai 1997) und gebar 1947 ihre gemeinsame Tochter Galina. 1948 schied sie aus dem Militärdienst aus. Von 1961 bis 1967 arbeitete sie in den experimentellen Produktionswerkstätten des staatlichen Luftfahrtinstituts in Moskau (MAI). Sebrowa starb am 5. April 2000 und wurde auf dem Friedhof Rakitki etwa 20 km südwestlich von Moskau beigesetzt.

## Auszeichnungen (Auswahl)
- Rotbannerorden am 19. Oktober 1942, 26. April 1944 und 15. Juni 1945[1]
- Leninorden am 23. Februar 1945[1]
- Held der Sowjetunion (mit goldenem Stern) am 23. Februar 1945[1]
- Medaille „Für die Verteidigung des Kaukasus“[6]
- Orden des Vaterländischen Krieges[6]
- Orden des Roten Sterns[6]

## Sonstiges
- Die Uliza Sebrowoi (russ. Sebrowa-Straße) im Stadtkreis Nowomoskowsk im Dorf Gremjatschee, wenige km nördlich ihres Geburtsorts, wurde nach ihr benannt.[2]